# جيني لوغان
جيني لوغان (بالإنجليزية: Jenny Logan)‏ هي ممثلة بريطانية، ولدت في 1942.

## وصلات خارجية
- جيني لوغان على موقع IMDb (الإنجليزية)
- جيني لوغان على موقع قاعدة بيانات الفيلم (الإنجليزية)